# Retournement final
Un retournement final ou twist final (de l'anglais twist ending) est une structure narrative utilisée le plus souvent au cinéma dans laquelle une fin inattendue amène le spectateur à voir l'histoire sous un angle différent et le pousse vers une nouvelle interprétation de l'ensemble. Cette technique appartient au renversement de situation propre à toute mise en scène.

## Le retournement final
L'intérêt d'un retournement final est le fait que le spectateur ne s'y attend pas, et se retrouve estomaqué lors de la révélation, bien que parfois, le réalisateur parsème des indices tout au long du film. Ce procédé scénaristique peut s'apparenter au coup de théâtre, deus ex machina, chutes et autres principes littéraires.
Le retournement final peut ainsi être le fruit d'une narration tronquée, dont un exemple littéraire pourrait être Le Meurtre de Roger Ackroyd. L'un des premiers films à utiliser cette technique est Le Grand Alibi, film d'Alfred Hitchcock narrant les suites d'un meurtre retracé dans un flashback qui s'avèrera mensonger. La révélation du véritable déroulement de la scène du meurtre constitue ainsi le retournement final. Paradoxalement, ce faux flashback, qui fut en son temps décrié comme une erreur de réalisation, fut ensuite utilisé dans des films tels que Usual Suspects encensés par la critique.
En 1960 aux États-Unis, à la sortie de Psychose, Hitchcock théorisa l'impact publicitaire du retournement final en demandant aux spectateurs de ne pas raconter la fin à leurs amis. En France cinq ans auparavant il fut également expressément demandé aux spectateurs du film Les Diaboliques de ne pas rendre public les deux coups de théâtre finaux de l'histoire.
L’utilisation du retournement final a été assez rare dans l’histoire du cinéma jusqu'au début de la décennie 1990. Depuis lors, ce style narratif abonde. On citera entre autres Christopher Nolan (Memento, Le Prestige, Inception) et M. Night Shyamalan notamment au travers de ses films,  Incassable, Le Village, ou encore Sixième Sens.
La saga Saw est connue pour contenir un retournement final dans chacun de ses films. En effet, la saga contient de nombreuses intrigues et personnages, et aucun détail n'est laissé au hasard. Par exemple, le docteur Lawrence Gordon est un personnage qui disparaîtra à la fin de Saw, et dont on ignorera durant toute la saga ce qu'il est devenu, jusqu'à la révélation finale de Saw 3D : Chapitre Final (soit six chapitres après le premier Saw). Lors de ce retournement final, on s’apercevra que de nombreux indices sur son existence avaient été laissés dans chaque épisode. Mais, si pour le premier film le spectateur ne s'y attendait pas nécessairement, pour les suites la surprise était moindre, car même si les retournements finaux restent difficilement devinables, le public s'attend toujours à en voir un.
La technique du retournement final a également été utilisée dans plusieurs séries télévisées comme Alias, Alfred Hitchcock présente, et surtout La Quatrième Dimension, la série à chutes par excellence. En effet, dans cette anthologie télévisée, la chute finale des épisodes est souvent une manière d'interpeller le spectateur qui revoit tout l'épisode d'un autre œil et réfléchit quant à sa portée philosophique ou sociale (dictature de la beauté dans L’œil de l'admirateur ou Portrait d'une jeune fille amoureuse, méfaits de l'alcool dans Étape dans une petite ville, définition du réel dans Peine capitale, etc.)
Dans la série télévisée Lost, la plupart des épisodes des trois premières saisons contiennent des flahsbacks sur les personnages principaux. Lors de l'ultime double épisode de la troisième saison, le spectateur a l'impression de voir un flashback sur le personnage de Jack, mais il s'agit en réalité d'un flashforward, un « anti-flashback » montrant le futur d'un personnage et non son passé. C'est un exemple emblématique de retournement de situation à la télévision.

## Types de retournements finaux

### Sur les lieux
- L'identité découverte ou révélée d'un lieu crée le retournement final (La Planète des singes, Dark City; V'Ger dans Star Trek, le film, Oxygène)

### Sur le moment des faits
- Un voyageur temporel reprend conscience dans le futur (Interstellar de Christopher Nolan)
- Boucle temporelle (Déjà vu de Tony Scott)
- Flashback mensonger (Le Grand Alibi d'Alfred Hitchcock)
- Tromperie sur l'époque à laquelle se passe l'histoire (Le Village de M. Night Shyamalan)
- Une personne qui a des flashs d'actions inconnues comprend qu'elle reçoit le futur par bribes (Premier contact)
- Le protagoniste moribond qui est un voyageur temporel se rendra compte qu'une scène de meurtre à laquelle il avait assisté enfant était en réalité sa propre mort (L'Armée des douze singes)

### Sur l'histoire
- Hallucination / rêve (Mulholland Drive, Blue Velvet, Lost Highway de David Lynch; Ouvre les yeux; Vanilla Sky)
- Le quatrième mur est franchi (Monty Python : Sacré Graal !)
- Deus ex machina (Il était une fois… l'Espace)
- Narration non-linéaire (Pulp Fiction de Quentin Tarantino ; Irréversible de Gaspar Noé))
- Des traductions selon le pays de visionnage font varier de tout au tout l'identité du personnage principal, jusque là anonyme ( « L’Étranger » a été précédemment assassiné en version originale anglaise ; tandis qu'il est le frère du personnage assassiné pour d'autres langues étrangères (L'Homme des hautes plaines de Clint Eastwood)

### Sur le personnage

#### concernant la compréhension du comportement du/des personnage(s)
- La protagoniste suivie tout le long du film est en fait une antagoniste (Irréprochable)
- L'antagoniste suivie tout le long du film est en fait une protagoniste (Maléfique)
- Identité véritable (Fabrice dans Jean-Philippe, dont on comprend qu'il est d'un monde parallèle où Johnny Hallyday n'a jamais été célèbre ; Je n'ai rien oublié).
- Lien secret entre deux personnages (Quentin Costa et Kit McGraw, dans la saison 3 de Nip/Tuck , Booker DeWitt et Zachary Comstock, dans BioShock Infinite)
- Motivation cachée (Adrian Veidt / Ozymandias, dans Watchmen : Les Gardiens; le prince Hans dans La Reine des neiges)
- Inversion des valeurs et des comportements entre les protagonistes Ma vie est un enfer (une mortelle devient démone, un démon devient mortel)
- agent double (Nina Myers, dans la saison 1 de 24 heures chrono; Sens unique; Hans Akkermans dans Black Book ; Severus Rogue dans la série Harry Potter)
- Imposture sur un personnage principal (on croit jouer le héros principal, alors que ce n'est pas lui) (Venom Snake, dans Metal Gear Solid V : The Phantom Pain)
- Imposture sur le narrateur de l'histoire (Ori and the Blind Forest et sa suite Ori and the Will of the Wisps)
- Narrateur surprise (Kim Boggs, dans Edward aux mains d'argent)
- Le narrateur qui décrit une histoire de meurtres comme s'il n'y était pour rien est en fait le coupable (le narrateur dans Le Meurtre de Roger Ackroyd)
- Le protagoniste qui prenait de manière fallacieuse l'identité de quelqu'un de disparu était en vérité cette personne-là mais ne s'en rappelait pas car devenu amnésique (La Famille Addams)
- Le protagoniste dont la mémoire est altérée s'auto-manipule volontairement pour assassiner diverses personnes innocentes (Memento)
- Plusieurs personnes endossent une même identité criminelle (les trois assassins dans L'assassin habite au 21; les quatorze conjurés dans Le Crime de l'Orient-Express; les deux assassins dans Scream ; Identity)
- Secret de famille à propos de la filiation des protagonistes (Manon des sources entre un père et son fils décédé; Star Wars, épisode V : L'Empire contre-attaque entre Dark Vador et son fils Luke Skywalker; Oscar; Blade, La casa de papel entre deux frères ; Les Mystérieuses Cités d'or entre un père et son fils)
- Jumeau(jumelle) caché(e)  (Les Rivières pourpres entre Fanny Ferreira et Judith Hérault ; Star Wars, épisode VI : Le Retour du Jedientre Luke Skywalker et la Princesse Leia)
- Tromperie sur le métier ou l'identité d'une personne (Roger « Verbal » Kint / Keyser Söze, dans Usual Suspects ; les grands-parents dans The Visit ; Sa Sucrerie dans Les Mondes de Ralph)
- Tromperie sur l'âge d'un personnage (Esther Coleman, dans Esther)
- Ambiguïté sexuelle sur un personnage (Ava Moore, dans la saison 1 de Nip/Tuck)
- Ambiguïté sur les sentiments d'un des personnages (Jill Roberts, dans Scream 4)

#### concernant la santé, l'état psychique du personnage
- Perte totale de repères sur la réalité (Claire dans Se souvenir des belles choses; Sphère)
- Érotomanie (À la folie... pas du tout)
- Dédoublement de personnalité / schizophrénie (le narrateur / Tyler Durden, dans Fight Club ; Norman Bates dans Psychose ; Marie dans Haute Tension ; Elliot dans Mr. Robot)
- Hallucinations dues à un syndrome de stress post-traumatique (Teddy dans Shutter Island; Martin Walker, après avoir tué des civils au phosphore blanc dans Spec Ops: The Line)
- Le protagoniste au départ sain d'esprit est atteint de folie (Vol au-dessus d'un nid de coucou)
- Une personne atteinte de folie redevient saine d’esprit (La Fosse aux serpents)
- Découverte d'un pouvoir psychique qui relie deux personnages (Sixième sens)
- Emploi d'un pouvoir psychique pour se venger (Carrie dans Carrie au bal du diable)
- La vie d'un personnage important est rallongée au-delà du commun (Paul Edgecombe dans La Ligne verte)
- Cécité cachée d'un protagoniste (Eli, dans Le Livre d'Eli)
- Le protagoniste qui apparaît aveugle tout au long de l'histoire est en réalité parfaitement apte à voir (Michel Strogoff, Xio Mei dans Le Secret des poignards volants)

#### concernant ce qu'il advient du personnage
- Le protagoniste comprend être coincé à l'intérieur d'une île n'existant que dans les songes d'un animal magique (le héros, Link, dans Link's Awakening)
- Le protagoniste bloqué dans une boucle temporelle parvient à s'en extraire (Un jour sans fin)
- Le protagoniste bloqué dans une boucle temporelle y restera à jamais (Code Quantum)
- Tromperie sur la mort d'un personnage, protagoniste ou antagoniste, qui apparaît en vie alors qu'on le croyait mort (Alec Trevelyan / Janus (006), dans GoldenEye ; ce qu'il advient du Directeur dans les Diaboliques)
- Tromperie sur la bonne santé d'un personnage, protagoniste ou l'antagoniste, que l'on croyait en vie alors qu'il est mort (Mary dans Le Carnaval des âmes ; Loïc dans Je vais bien, ne t'en fais pas; Grace et ses enfants dans Les Autres)
- La police prouve à temps la culpabilité de l’antagoniste alors que tout était fait pour la mener à l'erreur (les Diaboliques ; Le crime était presque parfait ; le schéma narratif de tous les Columbo)
- Modification du passé, du présent et du futur via des voyages temporels (la trilogie des  Retour vers le futur ; la saga des Terminator)
- l'Apocalypse détruit totalement la Terre (Prédictions ; Melancholia)
- l'Apocalypse ne détruit qu'une partie de la Terre (Deep Impact)
- Un personnage innocent d'un crime en est reconnu coupable (John Coffey dans La Ligne verte)
- Un personnage coupable d'un crime en est déclaré innocent (Harvey Dent dans Le Chevalier noir)
- L'antagoniste sauve la vie du protagoniste (Blade runner)
- Le protagoniste est un esprit vengeur réincarné, précédemment assassiné, qui disparaît dans la brume après sa vengeance (L’Étranger dans l' L'Homme des hautes plaines)
- Euthanasie de la protagoniste (par compassion) (37°2 le matin ; Million Dollar Baby)
- Le protagoniste, de santé fragile, meurt de fatigue ou d'épuisement (Nello et le Chien des Flandres ; La Graine et le Mulet)
- Le protagoniste, gravement blessé, décède de ses blessures (À bout de souffle ; La Route)
- Le protagoniste se retrouve involontairement responsable de la mort d'autrui (Sueurs froides)
- Le protagoniste en quête de vengeance se trompe de coupable et assassine un innocent (Irréversible)
- Sacrifice (volontaire) d'un protagoniste (Terminator 2; Armageddon; Looper)
- Le héros / protagoniste est assassiné (I... comme Icare ; Léon ; L'Homme qui voulait savoir; La Nuit des morts-vivants ; Spock dans Star Trek 2 : La Colère de Khan ; Boîte Noire ; Le Professionnel ; Le Garçon au pyjama rayé)
- L'antagoniste est assassiné (Star Wars, épisode VI : Le Retour du Jedi ; Se7en)
- L'antagoniste et le protagoniste s'entretuent (Léon)
- Suicide de l'antagoniste (Les Évadés ; Mon idole)
- Suicide du protagoniste (Huit femmes ; Sept Vies)
- Suicide du couple suivi dans l'histoire (Thelma et Louise ; Roméo + Juliette ; Adieu les cons)
- Action suicidaire / suicide par procuration du protagoniste (Scarface ; Gran Torino)
- suicide par police interposée obtenue volontairement (Adieu les cons)

## Liste non exhaustive de films
| Titre                                   | Réalisateur                           | Date de sortie |
| --------------------------------------- | ------------------------------------- | -------------- |
| À la folie... pas du tout               | Lætitia Colombani                     | 2002           |
| Alice ou la Dernière Fugue              | Claude Chabrol                        | 1977           |
| Une nuit                                | Philippe Lefebvre                     | 2012           |
| American Psycho                         | Mary Harron                           | 2000           |
| Angel Heart                             | Alan Parker                           | 1987           |
| Angles d'attaque                        | Pete Travis                           | 2008           |
| Les Ardennes                            | Robin Pront                           | 2016           |
| L'Armée des douze singes                | Terry Gilliam                         | 1995           |
| L'Armoire volante                       | Carlo Rim                             | 1948           |
| L'Associé du diable                     | Taylor Hackford                       | 1997           |
| Les Autres                              | Alejandro Amenábar                    | 2001           |
| Awake                                   | Joby Harold (en)                      | 2007           |
| Basic                                   | John McTiernan                        | 2003           |
| Birdy                                   | Alan Parker                           | 1985           |
| Blackout                                | Simón Brand (en)                      | 2006           |
| Body Double                             | Brian De Palma                        | 1984           |
| Le Cabinet du docteur Caligari          | Robert Wiene                          | 1920           |
| Carnival of Souls                       | Herk Harvey                           | 1962           |
| Le Cas 39                               | Christian Alvart                      | 2010           |
| Chaos                                   | Tony Giglio                           | 2005           |
| Ca$h                                    | Éric Besnard                          | 2008           |
| Crimes à Oxford                         | Álex de la Iglesia                    | 2008           |
| Criminal                                | Gregory Jacobs                        | 2004           |
| Cry Wolf                                | Jeff Wadlow                           | 2005           |
| The Crying Game                         | Neil Jordan                           | 2002           |
| Cypher                                  | Vincenzo Natali                       | 2002           |
| Dangereuse Séduction                    | James Foley                           | 2007           |
| Dark City                               | Alex Proyas                           | 1998           |
| Dead Again                              | Kenneth Branagh                       | 1991           |
| Dead Silence                            | James Wan                             | 2007           |
| Dédales                                 | René Manzor                           | 2003           |
| Les Diaboliques                         | Henri-Georges Clouzot                 | 1955           |
| Donnie Darko                            | Richard Kelly                         | 2001           |
| Dorothy                                 | Agnès Merlet                          | 2008           |
| Dragooned                               | Sandy Amerio                          | 2012           |
| L’Echelle de Jacob                      | Adrian Lyne                           | 1990           |
| L’Effet papillon                        | Eric Bress et J. Mackye Gruber        | 2004           |
| Elles n'oublient jamais                 | Christopher Frank                     | 1994           |
| L'Esprit de Caïn                        | Brian De Palma                        | 1992           |
| Esther                                  | Jaume Collet-Serra                    | 2009           |
| Eva                                     | Kike Maíllo                           | 2011           |
| eXistenZ                                | David Cronenberg                      | 1999           |
| Les Evadés                              | Frank Darabont                        | 1994           |
| Exam                                    | Stuart Hazeldine                      | 2010           |
| Faute de preuve                         | Simon Moore                           | 1992           |
| Fear Island                             | Michael Storey (II)                   | 2009           |
| La Femme au portrait                    | Fritz Lang                            | 1944           |
| Fenêtre secrète                         | David Koepp                           | 2004           |
| Fight Club                              | David Fincher                         | 1999           |
| Flight Plan                             | Robert Schwentke                      | 2005           |
| Fragile                                 | Jaume Balagueró                       | 2005           |
| The Game                                | David Fincher                         | 1997           |
| Gatsby le Magnifique                    | Baz Luhrmann                          | 2013           |
| Gothika                                 | Mathieu Kassovitz                     | 2003           |
| Haute Tension                           | Alexandre Aja                         | 2003           |
| Identity                                | James Mangold                         | 2003           |
| L’Illusionniste                         | Neil Burger                           | 2006           |
| Incassable                              | M. Night Shyamalan                    | 2000           |
| Incendies                               | Denis Villeneuve                      | 2010           |
| L’Inconnu de Las Vegas                  | Lewis Milestone                       | 1960           |
| Inju : la Bête dans l'ombre             | Barbet Schroeder                      | 2008           |
| Insaisissables                          | Louis Leterrier                       | 2013           |
| Interstellar                            | Christopher Nolan                     | 2012           |
| Les Intrus                              | Charles et Thomas Guard               | 2009           |
| Le Limier                               | Joseph L. Mankiewicz                  | 1972           |
| Le Limier                               | Kenneth Branagh                       | 2007           |
| Los Angeles 2013                        | John Carpenter                        | 1996           |
| The Machinist                           | Brad Anderson                         | 2005           |
| Massacre au camp d'été                  | Robert Hiltzik                        | 1983           |
| Marathon Man                            | John Schlesinger                      | 1976           |
| Mi$e à prix                             | Joe Carnahan                          | 2007           |
| Memento                                 | Christopher Nolan                     | 2001           |
| The Mist                                | Frank Darabont                        | 2007           |
| Mr. Brooks                              | Bruce A. Evans                        | 2007           |
| Mulholland Drive                        | David Lynch                           | 2001           |
| Le Nombre 23                            | Joel Schumacher                       | 2007           |
| L'Oiseau au plumage de cristal          | Dario Argento                         | 1970           |
| Old Boy                                 | Park Chan-wook                        | 2003           |
| L'Orphelinat                            | Juan Antonio Bayona                   | 2007           |
| Oscar                                   | Edouard Molinaro                      | 1967           |
| Ouvre les yeux                          | Alejandro Amenábar                    | 1997           |
| Pandorum                                | Christian Alvart                      | 2009           |
| Pacte avec un tueur                     | John Flynn                            | 1987           |
| Les Passagers                           | Rodrigo García                        | 2008           |
| Peur primale                            | Gregory Hoblit                        | 1996           |
| Piège fatal                             | John Frankenheimer                    | 2000           |
| La Piel que habito                      | Pedro Almodóvar                       | 2011           |
| La Grande Aventure Lego                 | Phil Lord, Chris Miller (né en 1975)  | 2014           |
| La Planète des singes                   | Franklin J. Schaffner                 | 1968           |
| La Porte des secrets                    | Iain Softley                          | 2005           |
| Le Prestige                             | Christopher Nolan                     | 2006           |
| Prisoners                               | Denis Villeneuve                      | 2013           |
| Psychose                                | Alfred Hitchcock                      | 1960           |
| Pulsions                                | Brian De Palma                        | 1980           |
| Quatre Mouches de velours gris          | Dario Argento                         | 1973           |
| Reeker                                  | Dave Payne                            | 2005           |
| Reincarnations                          | Gary Sherman                          | 1981           |
| Repo Men                                | Miguel Sapochnik                      | 2010           |
| Requiem for a Dream                     | Darren Aronofsky                      | 2000           |
| Revolver                                | Guy Ritchie                           | 2005           |
| RocknRolla                              | Guy Ritchie                           | 2008           |
| Saga Saw                                | James Wan, Bousman, Hackl et Greutert | 2004-2010      |
| Saga Scream                             | Wes Craven                            | 1997-2011      |
| Les Seigneurs du sud (Sultanes del Sur) | Alejandro Lozano                      | 2007           |
| Sens unique                             | Roger Donaldson                       | 1987           |
| Se7en                                   | David Fincher                         | 1995           |
| Sexcrimes                               | John McNaughton                       | 1998           |
| Sherlock Holmes                         | Guy Ritchie                           | 2009           |
| Shutter Island                          | Martin Scorsese                       | 2010           |
| Silent Hill                             | Christophe Gans                       | 2006           |
| Sinister                                | Scott Derrickson                      | 2012           |
| Sixième Sens                            | M. Night Shyamalan                    | 1999           |
| Snatch : Tu braques ou tu raques        | Guy Ritchie                           | 2000           |
| Slevin                                  | Paul McGuigan                         | 2006           |
| Stay                                    | Marc Forster                          | 2005           |
| The Hole                                | Nick Hamm                             | 2001           |
| Le Témoin du Mal                        | Gregory Hoblit                        | 1998           |
| Ténèbres                                | Dario Argento                         | 1982           |
| Trance                                  | Danny Boyle                           | 2013           |
| Trouble Jeu                             | John Polson                           | 2005           |
| Usual Suspects                          | Bryan Singer                          | 1995           |
| Vanilla Sky                             | Cameron Crowe                         | 2001           |
| La Vie de David Gale                    | Alan Parker                           | 2003           |
| Le Village                              | M. Night Shyamalan                    | 2004           |
| Watchmen : Les Gardiens                 | Zack Snyder                           | 2009           |
| Week-end de terreur                     | Fred Walton                           | 1986           |
| Zazie dans le métro                     | Louis Malle                           | 1960           |

## Liste non exhaustive de livres
| Titre                        | Auteur          | Date de sortie |
| ---------------------------- | --------------- | -------------- |
| Le Manuscrit inachevé        | Franck Thilliez | 2018           |
| Le Meurtre de Roger Ackroyd  | Agatha Christie | 1926           |
| Le Crime de l'Orient-Express | Agatha Christie | 1934           |
| Dix Petits Nègres            | Agatha Christie | 1939           |
| Puzzle                       | Franck Thilliez | 2013           |
| Nymphéas noirs               | Michel Bussi    | 2011           |